# イシュトヴァーン・ビボ

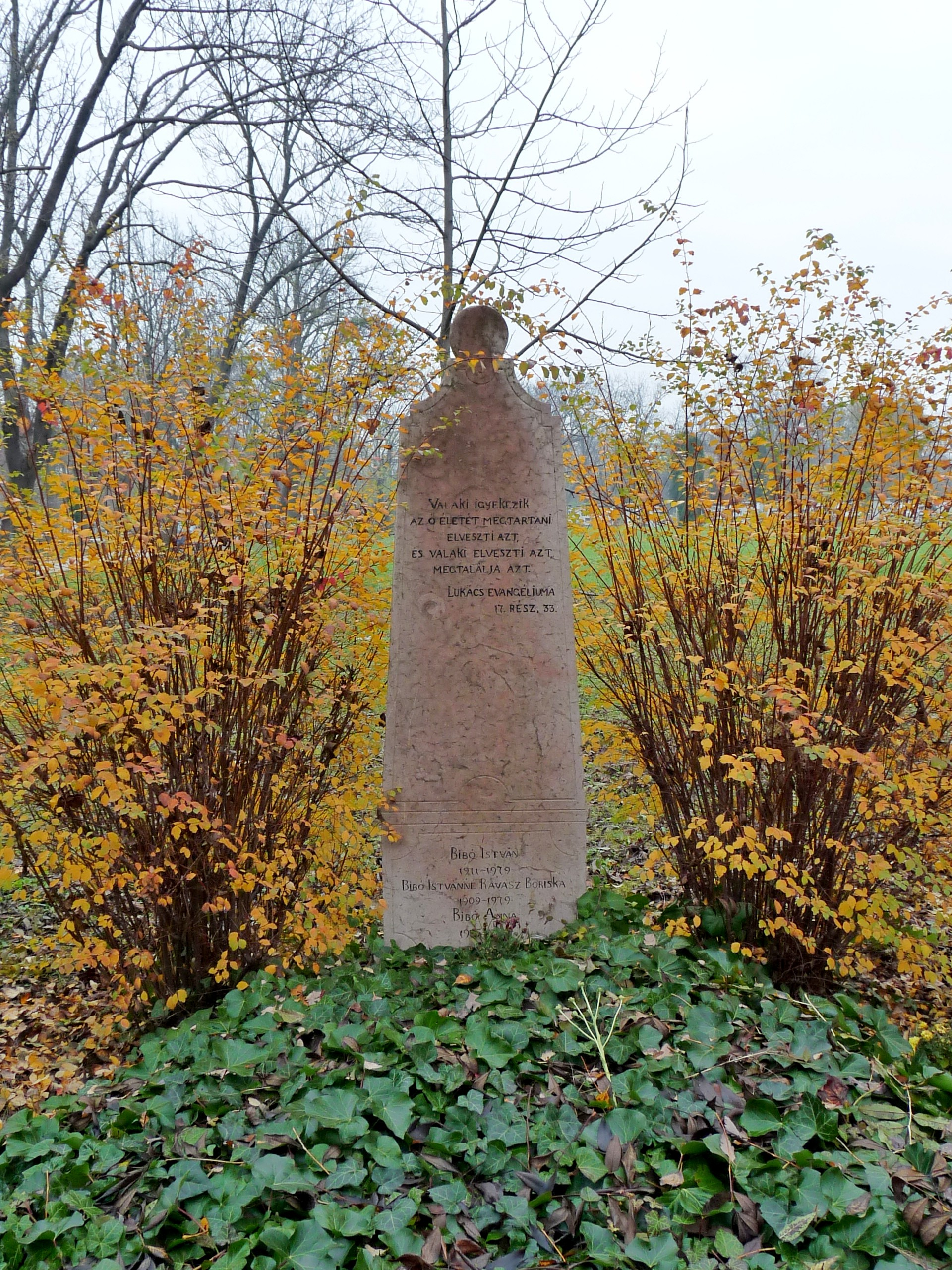
Grave of István Bibó in Óbuda Cemetery

イシュトヴァーン・ビボ（István Bibó、1911年8月7日 - 1979年5月10日）は、ハンガリーの政治家、学者。
ハンガリー革命時に若くして国務大臣を務めた。 

## 生涯

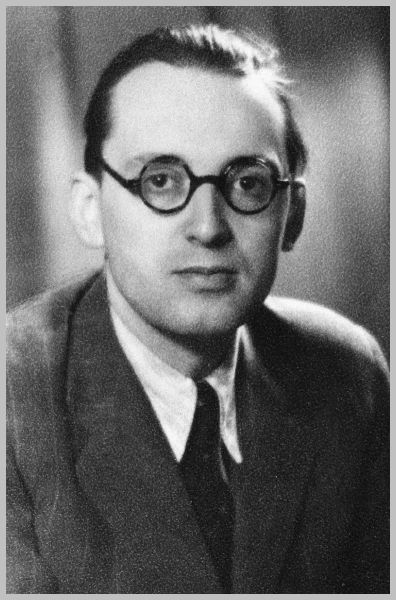
1935年

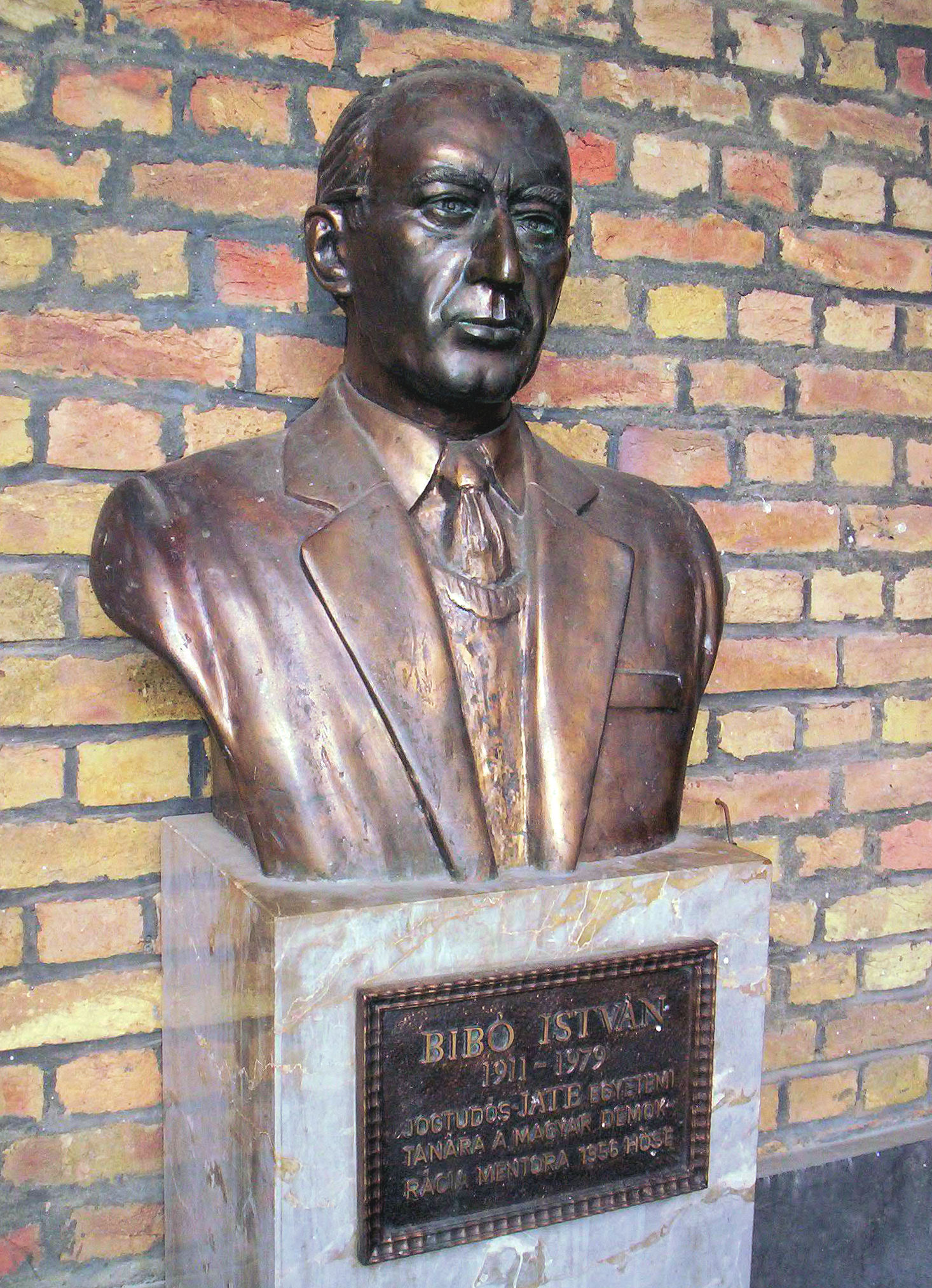
胸像

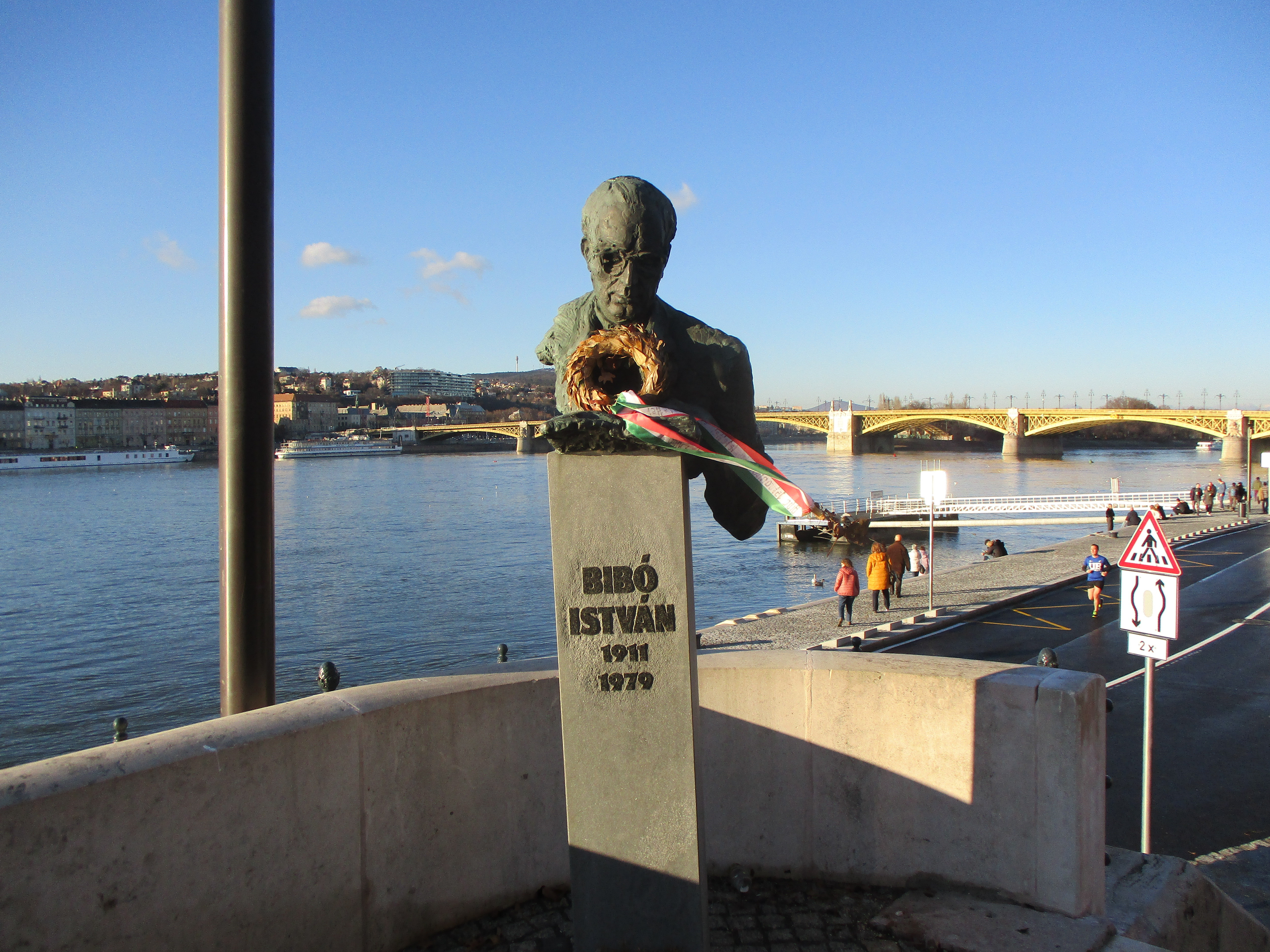
胸像　ヒマワリのメダルがついている。

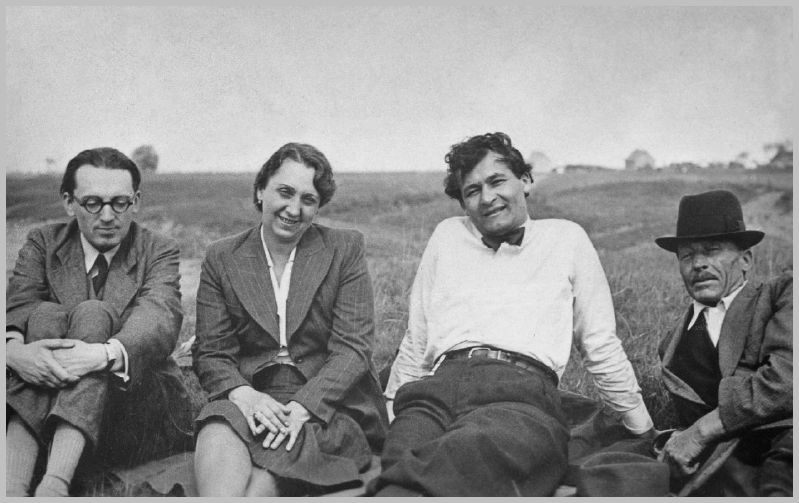
エルデイ・フェレンツら4人と

ブダペスト出身。エルデイ・フェレンツとは交友関係を持っていた。
ソビエト連邦侵略時に国会議事堂に1人取り残され、そこで彼の最も有名な宣言文章『自由と真実のために（For Freedom and Truth）』を書いた。1957年5月23日に逮捕、終身刑を言い渡されたが、1963年に釈放。ハンガリー王立フェレンツ・ヨージェフ大学で法学教授。ジュネーブなど海外の大学でも活躍した。
同姓同名の息子イシュトヴァーン・ビボは美術史家である。
なお、ハンガリー社会学会（Magyar Szociológiai Társaság 、略称MSZT）によってこの人物を記念して、1980年エルデイ・フェレンツ賞とともにビボ・イシュトバーン賞が設立された。

## His works
- The Crisis of Hungarian Democracy 追加情報が必要です

- Valóság (October 1945) (ハンガリー語)
- The Poverty of Eastern European Small States': (A kelet-európai kisállamok nyomorúsága, Új Magyarország, Bp., 1946 (ハンガリー語)); Misère des petits États d'Europe de l'Est. L'Harmattan, 1986 (out of print); Albin Michel, Paris, 1993 (current edition) (フランス語)
- The Paralysis of International Institutions and the Remedies. A Study of Self-Determination, Concord among the Major Powers, and Political Arbitration (introduction by Bernard Crick). The Harvester Press, Hassocks, 1976
- Democracy, Revolution, Self-Determination: Selected Writings. Edited by Károly Nagy. Translated by András Boros-Kazai. Columbia University Press, New York, 1991
- The Art of Peacemaking: The Political Essays of István Bibó. New Haven: Yale University Press, 2015